# Blepisanis exilis
Blepisanis exilis är en skalbaggsart som beskrevs av Francis Polkinghorne Pascoe 1871. Blepisanis exilis ingår i släktet Blepisanis och familjen långhorningar. Inga underarter finns listade.